# 비어 (언어학)
비어(卑語, vulgarism)는 화자가 어떤 대상을 낮추어 표현하고자 하는 태도로 사용하는 사용역이다.

## 개념
비어는 점잖지 못하고 천한 말, 또는 대상을 낮추거나 낮잡는 뜻으로 이르는 말로 정의된다. 비어는 일반적으로 비어에 상대하는 낮잡아 이르지 않는 표현(평어)이 있음을 전제하며, 대응하는 평어와는 [낮춤]이라는 속성 하나에만 차이가 있으므로 둘은 반의어 관계이다. 비어는 비속하며 점잖지 않다는 점에서 속어(俗語)와 유사하나, 속어가 반드시 대상을 낮추어 부르고자 쓰는 말은 아니라는 점에서 완전히 같지는 않다. 둘은 자주 혼동되기에, 비어와 속어를 아울러 비속어(卑俗語)라고도 부른다. 또 일상생활에서는 비어와 욕설도 혼동되는데, 욕설은 대응하는 일반적 표현이 없다는 점에서 비어나 속어와 다르다.

## 같이 보기
- 속어
- 욕설
- 비속어

## 참고 문헌
- 김광해 (1993). 《국어 어휘론 개설》. 서울: 집문당. ISBN 893030124X.
- 이선영 (2015). “비속어와 욕설의 개념에 대하여”. 《어문론집》 (중앙어문학회) 64: 59-80. doi:10.15565/jll.2015.12.64.59. 2020년 11월 22일에 확인함. (구독 필요).
- 조항범 (2019). 《우리말 ‘卑語’, ‘俗語’, ‘辱說’의 어원 연구》. 충북: 충북대학교 출판부. ISBN 9788972954880.
- 최경봉;  외. (2020). 《한국어 어휘론》. 서울: 한국문화사. ISBN 9788968178320.